# Wendy Smith-Sly
Wendy Smith-Sly (Londra, 5 novembre 1959) è un'ex mezzofondista britannica, vincitrice di una medaglia d'argento ai Giochi olimpici di Los Angeles 1984.

## Palmarès
| Anno | Manifestazione           | Sede        | Evento      | Risultato | Prestazione | Note                          |
| ---- | ------------------------ | ----------- | ----------- | --------- | ----------- | ----------------------------- |
| 1978 | Mondiali corsa campestre | Glasgow     | Individuale | 43ª       | -           |                               |
| 1981 | Mondiali corsa campestre | Madrid      | Individuale | 65ª       | -           |                               |
| 1982 | Giochi del Commonwealth  | Brisbane    | 3000m       | Argento   | 8'48"47     |                               |
| 1983 | Mondiali                 | Helsinki    | 1500m       | 5ª        | 4'04"14     |                               |
| 1983 | Mondiali                 | Helsinki    | 3000m       | 5ª        | 8'37"06     | Miglior prestazione personale |
| 1984 | Giochi olimpici          | Los Angeles | 3000m       | Argento   | 8'39"47     |                               |
| 1986 | Giochi del Commonwealth  | Edimburgo   | 3000m       | 8ª        | 9'14"04     |                               |
| 1987 | Mondiali                 | Roma        | 3000m       | 8ª        | 8'45"85     |                               |
| 1988 | Europei indoor           | Budapest    | 3000m       | Bronzo    | 8'51"04     | Miglior prestazione personale |
| 1988 | Giochi olimpici          | Seul        | 3000m       | 7ª        | 8'37"70     |                               |
| 1990 | Giochi del Commonwealth  | Auckland    | 10km        | DNF       | DNF         |                               |

## Competizioni nazionali
- Oro nei 3000m nel 1983 e 1986.